# Crazy, Stupid, Love.
Crazy, Stupid, Love. ist eine US-amerikanische romantische Filmkomödie aus dem Jahr 2011. Der deutsche Kinostart war am 18. August 2011.

## Handlung
Der etwas gesetzte und langweilige Familienvater Cal Weaver wird bei einem romantischen Essen in einem Restaurant von seiner Frau Emily mit der Nachricht überrascht, dass sie einen Geliebten habe und die Scheidung wolle. Statt um Emily zu kämpfen, zieht er unverzüglich aus dem gemeinsamen Haus aus und verbringt die folgenden Abende in einer Bar, wo er sich betrinkt und seinen Trennungsschmerz zu erkennen gibt. Der jüngere Aufreißer Jacob nimmt sich schließlich seiner an, gibt ihm Flirttipps, kleidet ihn komplett neu ein und besucht mit ihm einen Friseur und ein Fitnessstudio. Cal trägt nun andere Kleidung und wird sichtlich schlanker, was ihn attraktiver erscheinen lässt. Er entwickelt sich zunehmend zu einem Womanizer, was auch seiner Familie und seinen Bekannten nicht verborgen bleibt. Doch die bedeutungslosen Affären, die Cal unter anderem auch mit Kate hat, die sich später als Lehrerin seines Sohnes herausstellt, lassen ihn seine Liebe zu Emily nicht vergessen.
Robbie, der 13-jährige Sohn der Weavers, ist derweil unsterblich in die vier Jahre ältere Babysitterin Jessica verliebt. Obwohl sie diese Liebe nicht erwidert, belästigt er sie anhaltend mit Briefen, Nachrichten und Liebesgeständnissen. Jessica wiederum ist heimlich in Robbies Vater Cal verliebt und macht Nacktfotos von sich für ihn, die sie ihm jedoch nicht übergibt.
Cal sucht sich eine eigene Wohnung, seine getrennt von ihm lebende Frau Emily bandelt vorsichtig mit ihrem Arbeitskollegen David Lindhagen an, mit dem sie bereits einen One-Night-Stand hatte, der zur Trennung von Cal führte. Unterdessen lernt Jacob die frischgebackene Rechtsanwältin Hannah kennen, die sich gerade von ihrem Freund getrennt hat, nachdem sie von diesem statt des erwarteten Heiratsantrags nur ein Stellenangebot in seiner Kanzlei erhalten hat. Jacob verliebt sich zu seiner Überraschung in sie, und Hannah bringt ihn von seinem Schürzenjäger-Dasein ab. Als sie ihn mit nach Hause nimmt, um ihn ihren Eltern vorzustellen, erkennt Jacob, dass Hannah Cals Tochter ist. Dieser ist von der neuen Beziehung seiner Tochter alles andere als begeistert, hat er Jacob doch als Aufreißer kennengelernt. Cal ist der Meinung, dass Jacob einerseits zu unseriös, andererseits nicht gut genug für seine geliebte Tochter ist.
Bei diesem unglücklichen Zusammentreffen von Emily und Cal sowie Hannah und Jacob tauchen auch noch die Babysitterin Jessica und deren Vater Bernie auf. Letzterer hat den Umschlag mit den Nacktfotos entdeckt, auf den Jessica den Namen Cal geschrieben hat. Er geht irrtümlicherweise davon aus, dass Cal mit ihr ein sexuelles Verhältnis habe, und stellt ihn aufgebracht zur Rede. Zusätzlich erscheint auch David Lindhagen bei den Weavers im Garten, er möchte Emily ihren – in seinem Auto vergessenen – Pullover vorbeibringen. Es kommt zu einer handfesten Prügelei zwischen Bernie, Cal, Jacob und Lindhagen, bei der schließlich die Polizei schlichten muss.
Wenig später nehmen die Weavers, Jacob und Jessica an der Schulabschlussfeier Robbies teil. Dieser ist ausgewählt worden, die Festrede zu halten. Er beginnt pessimistisch und führt aus, dass er nicht mehr an die wahre Liebe glaubt. Daraufhin unterbricht ihn sein Vater Cal, der die Rede fortführt und darüber spricht, dass Liebe mehr sei als ein romantisches Gefühl; Liebende müssten im täglichen Leben viele Bewährungsproben bestehen und an sich arbeiten; für seine wahre Liebe müsse man kämpfen Seine Frau Emily, von der er noch getrennt ist, schaut ihn bewegt an. Am Ende ergreift Robbie wieder das Wort und macht nun Jessica vom Rednerpult aus eine neue Liebeserklärung. Das Publikum applaudiert.
Cal und Emily, die ebenfalls noch Gefühle für ihren Gatten hegt, gehen anschließend lächelnd aufeinander zu; ob sie wieder zusammenfinden, bleibt offen. Cal kann nun die Beziehung zwischen seiner Tochter Hannah und Jacob akzeptieren. Zum Schluss übergibt Jessica Robbie mit einer freundschaftlichen Geste und einem Wangenkuss den Umschlag mit ihren Nacktfotos und fügt augenzwinkernd hinzu, dass die Bilder ihn „durch die Highschool bringen sollen“.

## Soundtrack
| Nr. | Titel                                                   | Interpret                                  |
| --- | ------------------------------------------------------- | ------------------------------------------ |
| 1.  | The Numbers Game                                        | Thievery Corporation                       |
| 2.  | Almanac                                                 | The Acorn                                  |
| 3.  | Lost In Place                                           | Gram Rabbit                                |
| 4.  | The Heart’s A Lonely Hunter                             | Thievery Corporation, David Byrne          |
| 5.  | Black Is The Color Of My True Love’s Hair (Jaffa Remix) | Nina Simone                                |
| 6.  | Animal (Mark Ronson Remix)                              | Miike Snow                                 |
| 7.  | Ooh La La                                               | Goldfrapp                                  |
| 8.  | Just One Look                                           | Doris Troy                                 |
| 9.  | Oh Oh Oh Oh Oh Oh Oh Oh Oh                              | Say Hi                                     |
| 10. | On The Sly                                              | The Bamboos                                |
| 11. | I Need Your Love                                        | Marilin Medina, Martin Medina, Jason Ruder |
| 12. | Blood                                                   | The Middle East                            |

## Deutsche Synchronisation
In einer Bar gesteht Hannah ihrer Freundin, dass sie den US-amerikanischen Late Night Host Conan O’Brien „wirklich liebt“ und dass, wenn sich die Möglichkeit ergäbe, sie auch „Babys von ihm haben“ wollte. Dieser Dialog wurde in der deutschen Synchronisation so verändert, dass O’Brien durch Bill Clinton ersetzt wurde.

## Kritik
„Die mit vielschichtigen Figuren und klugen Dialogen aufwartende Komödie spürt der Sehnsucht und dem Glück, den Enttäuschungen und Schmerzen der Liebe jenseits gängiger Klischees nach und bringt überzeugend Witz, Romantik und Lebensklugheit in Einklang.“

„Mit ‚Crazy, Stupid, Love‘ gelingt den beiden Regisseuren Ficarra und Requa eine skrupellose Liebes- und Diebesgeschichte, verrückt und bescheuert – also muss es Liebe sein.“

„‚Crazy, Stupid, Love‘ ist die Sorte von Komödie, die in etwa einmal pro Jahr auftaucht und sich nahtlos zu solch hervorragenden Komödien wie ‚Little Miss Sunshine‘ (2006), ‚Juno‘ (2007), ‚Nick & Norah: Soundtrack einer Nacht‘ (2008), ‚(500) Days of Summer‘ (2009), ‚The Kids Are All Right‘ (2010) und ‚Easy A‘ einreihen kann. Auch wenn die Filme oberflächlich wenig Gemeinsamkeit aufweisen, verbindet sie doch einiges: unkonventionelle Ideen, wunderbare Darsteller, klasse Drehbücher und eben das gewisse Etwas.“

„Dennoch: Bei allen Macken ist ‚Crazy, Stupid, Love‘ selbst ein ‚game-changer‘. Das liegt zum einen daran, dass es sich hierbei um einen echten Erwachsenenfilm handelt. Drehten sich Hollywood-Komödien in den letzten Jahren hauptsächlich um Thirtysomethings, die sich vor Verantwortung drückten, sind hier alle Hauptfiguren damit beschäftigt, Entscheidungen zu treffen und die Konsequenzen dafür zu tragen. […] So macht ‚Crazy, Stupid, Love‘ letztlich ein neues Genre jenseits von ‚Bromance‘ und ‚Frauenfilm‘ auf: nämlich das der Unisex-Liebeskomödie. Mögen diesem Beispiel bald viele Filme folgen – aber gern mit einem besseren Drehbuch und einer etwas frischeren Kernbotschaft.“

„Das Erstaunliche ist, dass trotz dieses Aufgebots an großen weiblichen Namen und trotz der Sorgfalt, die in jede einzelne ihrer Rollen gelegt ist, die Frauenfiguren allesamt nicht im Zentrum stehen. In ‚Crazy, Stupid, Love‘ geht es über die weiteste Strecke um die Beziehung von Steve Carells gehörntem Familienvater und Ryan Goslings Barhocker-Casanova. Für eine romantische Komödie, eigentlich ja ein Frauen-Genre, ist das durchaus ungewöhnlich, aber umso interessanter.“